# Burgstall Neuhaus (Nittenau)
Die Reste der abgegangenen Burg Neuhaus liegen in dem gleichnamigen Gemeindeteil der oberpfälzischen Gemeinde Nittenau im Landkreis Schwandorf am orographisch rechten Ufer des Regens. Die Anlage wird als Bodendenkmal unter der Aktennummer D-3-6739-0018 als „mittelalterlicher Burgstall“ geführt.

## Geschichte
Die Höhenburg soll von den Hofern erbaut worden sein. Nach dem Bamberger Lehenbuch von 1306 besaßen Otto und Hiltprant Hofer das castrum Newhaus cum suis attentiis als bambergisches Lehen. Am 15. Februar 1340 sind hier Hiltprant und sein gleichnamiger Sohn nachgewiesen. Hildebrand der Jüngere erscheint 1346 und Eberhard Hofer 1366 als Inhaber der Feste Neuhaus. Eberhard und sein Sohn Michael haben die Straßen unsicher gemacht, worüber sich die Regensburger Kaufleute beschwerten. Am 24. Mai 1385 gelobten beide, in den nächsten drei Jahren nichts gegen Regensburg und dessen Bundesstädte zu unternehmen und Regensburg auch beizustehen. 1375/76 ist ein Hans der Hofer zu Neuhaus nachgewiesen. Um 1400 erlosch das Geschlecht der Hofer auf Neuhaus.
Am 11. Dezember 1396 wurde Friedrich Gräul in Nutz und Gewer von dem Richter zu Neunburg vorm Wald, Hans Pülenreutter, auf die Feste Neuhaus eingesetzt. Am 22. Juli 1410 wurde Erhard Vorster, ein „Diener“ des Pfalzgrafen Johann, auf der Burg beglaubigt. Am 26. Januar 1427 verkaufte Christian Harder zu Wetterfeld den von seiner Mutter Eberhartin der Hofferin sel. ererbten Teil der Feste an Linhrad Dürner zu Kaspeltshub. 1445 sind hier die Zenger nachweisbar. Da Paul Zenger dem bayerischen Fürsten großen Schaden an Maut und Zoll zugefügt hatte, eroberte Herzog Albrecht im gleichen Jahr die Burg. Auch gegen die hier danach ansässigen Blassenberger führten die Regensburger Kaufleute Beschwerde, weshalb Kurfürst Philipp die Burg erobern ließ. Caspar von Blassenberg konnte vor dem Anark von Wildenfels, Pfleger zu Wetterfeld, in die bischöfliche Freiung zu Regensburg fliehen. 1502 versprach er, alle Feindseligkeiten gegen Kurfürst Philipp einzustellen und die Feste Neuhaus binnen Jahresfrist zu verkaufen. In der Tat veräußerte Elisabeth von Blassenberg die Festung an Kuntz Arnold. Allerdings kam es auch mit diesem zu Auseinandersetzungen, die durch einen Vertrag vom 2. März 1507 beendet wurden. Nach dem Tod des Kuntz Arnold ging Neuhaus an seine beiden Söhne Appolinaris und Alexander über, welche 1525 als Landsassen erscheinen. 1548 teilen sie ihren Besitz, wobei Appolinaris die Feste Neuhaus und Alexander Nittenau erhielt. Die Erben des Appolinaris sind noch 1566 als Besitzer der Hofmark Neuhaus vermerkt.
1570 folgte Christoph Güntzkofer und von diesem erwarb die Familie Neuhauser den Besitz. 1576 sind Hans Neuhauser und sein Sohn Georg Ludwig in der Landtafel genannt. 1611 kam Neuhaus an Wolf Dietrich von Mornau. Dieser verkaufte die Hofmark an Hans Georg von Morolding, dem auch Burg Regenpeilstein gehörte. Als Lutheraner musste er die Oberpfalz verlassen und ging nach Regensburg, wo er 1632 verstarb. Seine Töchter Maria Elisabeth von Bertholdshofen und Anna Barbara von Salet waren die nächsten Besitzerinnen. Georg Wolf von Bertholdshofen huldigte 1652 Neuhaus. Auf ihn folgten die Saletschen Erben: 1666 übernahm Hans Christoph Peter von Preysing, teils auf dem Erbweg, teils durch Kauf, Neuhaus. Da er Protestant war, durfte er sich nur sechs Wochen pro Jahr in Neuhaus aufhalten. Er konvertierte jedoch zum katholischen Glauben und konnte danach in die Landtafel eingetragen werden. Nach seinem Tod erwarb 1688 Georg Fels, Kanzler zu Regensburg, Neuhaus. Bis 1774 verblieb Neuhaus bei dieser Familie; genannt werden Christoph Josef Anton (1710), Raimund (1736) und Peter Anton Fels (1760). Nach dessen Tod erscheinen seine Witwe Maria Josepha 1774 und dann seine Tochter Amalie 1790 als Eigentümerinnen auf Neuhaus. Im gleichen Jahr ging Neuhaus an ihren Gatten Regierungsrat Josef von Bauer, Rentbeamter von Michelfeld.
Josef von Bauer hatte es verabsäumt, die Aufnahme als Landsasse zu beantragen und als er dies 1807 nachholen wollte, wurde ihm beschieden, dass die Gerichtsrechte von Neuhaus dem Landgericht Wetterfeld zugeschlagen wurden. Am 7. Dezember 1818 erhielt Amalie von Bauer die Gerichtsrechte für Neuhaus wieder zurück und konnte hier ein Patrimonialgericht II. Klasse bilden. Am 9. Dezember 1826 wurde vom Staatsministerium des Inneren der Auftrag erteilt, das Gericht Neuhaus unverzüglich einzuziehen. 1946 wurde die neue Gemeinde Bleich gebildet und Neuhaus dazugeschlagen. Mit der Gebietsreform vom 1. Januar 1972 erfolgte die Eingliederung von Neuhaus nach Nittenau.

## Burgstall Neuhaus heute
In der Herdstättenbeschreibung von 1762 wird noch ein Schloss und weitere Hofgebäude zu Neuhaus angeführt. Im Kataster von 1808 ist nur mehr ein herrschaftliches Hirthaus vermerkt. Die Burg war an den Angriffsseiten durch einen Graben geschützt. Der Zugang erfolgte von Westen her über eine Brücke. Ungefähr in der Mitte des Burgareals stand ein Turm, der in neuerer Zeit abgetragen wurde. Die noch stehenden geringen Gebäudereste wurden von verschiedenen Besitzern bewohnt. Heute ist von dem Schloss noch eine halbkreisförmige Anlage erhalten sowie eine Futtermauer an dem Graben.